# Баррелл, Скотт
Скотт Дэвид Баррелл (англ. Scott David Burrell; родился 12 января 1971 года, Нью-Хейвен, штат Коннектикут) — американский профессиональный баскетболист и бейсболист, который был первым американским спортсменом, выбранным в первом раунде драфта в двух главных спортивных лигах США (НБА и МЛБ).

## Ранние годы
Баррелл родился в городе Нью-Хейвен (штат Коннектикут), учился в Хэмденской средней школе. В старших классах был задрафтован бейсбольной командой «Сиэтл Маринерс», где он прошёл подготовку на позиции питчера, после чего ему предложили в обход колледжа выступать в низшей лиге бейсбола. Скотт же хотел поступить в колледж и строил планы. Он хотел играть в футбол и бейсбол в университете Майами (штат Флорида), однако ассистент главного тренера баскетбольной команды Коннектикутского университета Хоуи Дикенман убедил его выступать за «Коннектикут Хаскис».

## Студенческая карьера
После окончания первого курса Коннектикутского университета Баррелл был приглашён в другую бейсбольную команду «Торонто Блю Джейс», после чего решил летом играть в низшей лиге бейсбола, а в течение остальной части года концентрироваться на баскетболе. Однако вскоре его баскетбольная карьера быстро затмила бейсбольную, он стал первым игроком в истории NCAA, набравшим более 1500 очков, 750 подборов, 275 передач и 300 перехватов. Скотт навсегда оставил о себе память в баскетбольной истории Коннектикутского университета, когда в 1990 году за одну секунду до конца матча сделал пас на Тейта Джорджа, и тот забил решающий мяч в полуфинале Восточной региональной конференции.

## Карьера в НБА
Играл на позиции лёгкого форварда. В 1993 году был выбран на драфте НБА под 20-м номером командой «Шарлотт Хорнетс». Позже выступал за команды «Голден Стэйт Уорриорз», «Чикаго Буллз», «Нью-Джерси Нетс», «Фейетвилл Пэтриотс» (Д-Лига) и «Айдахо Стэмпид» (КБА). Всего в НБА провёл 8 неполных сезонов. В сезоне 1997/1998 годов Баррелл стал чемпионом НБА в составе «Буллз». Всего за карьеру в НБА сыграл 383 игры, в которых набрал 2647 очков (в среднем 6,9 за игру), сделал 1332 подбора, 527 передач, 341 перехват и 180 блок-шотов.
Заключив в 1993 году договор с «Шарлотт Хорнетс», Баррелл в дебютном сезоне ничем не запомнился, зато преобразился в следующем году, набирая в среднем за игру по 11,5 очка, 2,5 передачи и 5,7 подбора, в результате чего он занял третье место по итогам голосования за звание самого прогрессирующего игрока НБА. В том же году он занял третье место в конкурсе трёхочковых бросков НБА, проходящим в рамках звёздного уикенда НБА. В сезоне 1995/1996 годов Баррелл сыграл всего 20 матчей, получив тяжёлую травму, которая существенно повлияла на оставшуюся часть его карьеры, в течение которой он вынужден был привыкнуть к роли запасного.
В середине следующего сезона в результате обмена перешёл в «Голден Стэйт Уорриорз», но там он надолго не задержался и перед началом сезона 1997/1998 годов вновь был обменян на Дикея Симпкинса из «Чикаго Буллз», где в то время блистали Майкл Джордан, Скотти Пиппен, Деннис Родман и Тони Кукоч. Баррелл неплохо себя проявил в новой команде, учитывая его травму, сыграл в 80-и играх регулярного чемпионата (21 в плей-офф), провёл на площадке в общей сложности 1096 минут (261), набрал 416 очков (80) и сделал 198 подборов (43), таким образом помог выиграть «Быкам» шестой чемпионский титул (причём третий подряд). После локаута, состоявшегося перед началом следующего сезона, Скотт вновь сменил команду, перейдя в клуб «Нью-Джерси Нетс», в котором отыграл два полноценных сезона, после чего вернулся в «Хорнетс», где и завершил карьеру в НБА.

## Зарубежная карьера
Завершив свои выступления в НБА, Баррелл уехал за рубеж, однако ни в одной стране не задерживался больше чем на один сезон. Сначала он выступал в чемпионате Китая, где играл за команду «Шэньси Гайтяньли Кайлинс», а затем перебрался на Филиппины, где заключил контракт с клубом «Батанг Ред Булл Тандер». В 2005 году он переехал в Европу, где выступал в чемпионате Испании за команду «Бильбао Берри», после чего отправился в Японию. Там Баррелл подписал соглашение с клубом «Хитачи Санрокерс», за который отыграл полноценный сезон, после чего завершил спортивную карьеру.

## Последующая деятельность
На протяжении восьми лет (2007—2015) Баррелл работал ассистентом Тома Мура в клубе «Куиннипак Бобкэтс» в своём родном городе Хэмден. Когда Баррелл был студентом, Мур был помощником главного тренера в команде «Коннектикут Хаскис». Скотт снова пошёл учиться и 8 мая 2010 года получил диплом бакалавра в своём родном университете. В настоящее время является главным тренером студенческой команды «Саутерн Коннектикут Стэйт Аулс».

## Статистика

### Статистика в НБА
| Сезон                                                                                    | Команда      | Регулярный сезон | Регулярный сезон | Регулярный сезон | Регулярный сезон | Регулярный сезон | Регулярный сезон | Регулярный сезон | Регулярный сезон | Регулярный сезон | Регулярный сезон | Регулярный сезон | Серия плей-офф | Серия плей-офф | Серия плей-офф | Серия плей-офф | Серия плей-офф | Серия плей-офф | Серия плей-офф | Серия плей-офф | Серия плей-офф | Серия плей-офф | Серия плей-офф |
| Сезон                                                                                    | Команда      | GP               | GS               | MPG              | FG%              | 3P%              | FT%              | RPG              | APG              | SPG              | BPG              | PPG              | GP             | GS             | MPG            | FG%            | 3P%            | FT%            | RPG            | APG            | SPG            | BPG            | PPG            |
| ---------------------------------------------------------------------------------------- | ------------ | ---------------- | ---------------- | ---------------- | ---------------- | ---------------- | ---------------- | ---------------- | ---------------- | ---------------- | ---------------- | ---------------- | -------------- | -------------- | -------------- | -------------- | -------------- | -------------- | -------------- | -------------- | -------------- | -------------- | -------------- |
| 1993/94                                                                                  | Шарлотт      | 51               | 16               | 15,0             | 41,9             | 33,3             | 65,7             | 2,6              | 1,2              | 0,7              | 0,3              | 4,8              | Не участвовал  | Не участвовал  | Не участвовал  | Не участвовал  | Не участвовал  | Не участвовал  | Не участвовал  | Не участвовал  | Не участвовал  | Не участвовал  | Не участвовал  |
| 1994/95                                                                                  | Шарлотт      | 65               | 62               | 31,0             | 46,7             | 40,9             | 69,4             | 5,7              | 2,5              | 1,2              | 0,6              | 11,5             | Не участвовал  | Не участвовал  | Не участвовал  | Не участвовал  | Не участвовал  | Не участвовал  | Не участвовал  | Не участвовал  | Не участвовал  | Не участвовал  | Не участвовал  |
| 1995/96                                                                                  | Шарлотт      | 20               | 20               | 34,7             | 44,7             | 37,8             | 75,0             | 4,9              | 2,4              | 1,4              | 0,7              | 13,2             | Не участвовал  | Не участвовал  | Не участвовал  | Не участвовал  | Не участвовал  | Не участвовал  | Не участвовал  | Не участвовал  | Не участвовал  | Не участвовал  | Не участвовал  |
| 1996/97                                                                                  | Шарлотт      | 28               | 2                | 17,2             | 34,4             | 34,5             | 79,2             | 2,8              | 1,4              | 0,5              | 0,4              | 5,4              | Не участвовал  | Не участвовал  | Не участвовал  | Не участвовал  | Не участвовал  | Не участвовал  | Не участвовал  | Не участвовал  | Не участвовал  | Не участвовал  | Не участвовал  |
| 1996/97                                                                                  | Голден Стэйт | 29               | 0                | 15,8             | 37,9             | 36,1             | 65,2             | 2,7              | 1,2              | 0,5              | 0,3              | 4,9              | Не участвовал  | Не участвовал  | Не участвовал  | Не участвовал  | Не участвовал  | Не участвовал  | Не участвовал  | Не участвовал  | Не участвовал  | Не участвовал  | Не участвовал  |
| 1997/98                                                                                  | Чикаго       | 80               | 3                | 13,7             | 42,4             | 35,4             | 73,4             | 2,5              | 0,8              | 0,8              | 0,5              | 5,2              | 21             | 0              | 12,4           | 43,8           | 30,0           | 90,9           | 2,0            | 0,5            | 0,9            | 0,1            | 3,8            |
| 1998/99                                                                                  | Нью-Джерси   | 32               | 10               | 22,1             | 36,1             | 38,9             | 81,0             | 3,7              | 1,4              | 1,3              | 0,3              | 6,6              | Не участвовал  | Не участвовал  | Не участвовал  | Не участвовал  | Не участвовал  | Не участвовал  | Не участвовал  | Не участвовал  | Не участвовал  | Не участвовал  | Не участвовал  |
| 1999/00                                                                                  | Нью-Джерси   | 74               | 9                | 18,1             | 39,4             | 35,3             | 78,0             | 3,5              | 1,0              | 0,9              | 0,6              | 6,1              | Не участвовал  | Не участвовал  | Не участвовал  | Не участвовал  | Не участвовал  | Не участвовал  | Не участвовал  | Не участвовал  | Не участвовал  | Не участвовал  | Не участвовал  |
| 2000/01                                                                                  | Шарлотт      | 4                | 0                | 10,3             | 46,7             | 33,3             | 25,0             | 0,8              | 0,3              | 0,8              | 0,0              | 4,3              | 2              | 0              | 6,0            | 66,7           | 0,0            | 50,0           | 1,5            | 0,5            | 1,0            | 0,0            | 2,5            |
|                                                                                          | Всего        | 383              | 122              | 19,8             | 41,8             | 37,3             | 72,3             | 3,5              | 1,4              | 0,9              | 0,5              | 6,9              | 23             | 0              | 11,9           | 44,7           | 28,6           | 84,6           | 2,0            | 0,5            | 0,9            | 0,1            | 3,7            |
| Наведите курсор мыши на аббревиатуры в заголовке таблицы, чтобы прочесть их расшифровку. |              |                  |                  |                  |                  |                  |                  |                  |                  |                  |                  |                  |                |                |                |                |                |                |                |                |                |                |                |